# LHTEC T800
LHTEC T800は、ロールス・ロイス・ホールディングスとハネウェルの合弁企業であるLHTECが開発、生産する回転翼機用のターボシャフトエンジンである。民間用はCTS800である。
エンジンは当初アメリカ陸軍の偵察ヘリであるRAH-66 コマンチ向けにT800-LHT-802として開発されたが計画中止に伴い他の機種に採用された。

## 搭載機
- CTS800-4A（1,361 shp (1,015 kW)）

アグスタ A129 インターナショナル
TAI/アグスタウェストランド T129
- CTS800-4AT

TAI T-625
- CTS800-4N（1,327 shp (990 kW)

アグスタウェストランド スーパーリンクス 300
アグスタウェストランド AW159 リンクス・ワイルドキャット
- CTS800-4K（1,362 shp (1,016 kW)）

新明和 US-2 - 境界層制御用の圧縮機駆動
- CTP800-4T（2,700 shp (2,000 kW)）

エアーズ LM200 ロードマスター
- T800-LHT-801（1,000 shp (750 kW) - 1,340 shp (1,000 kW)）

シコルスキー X2
- T800-LHT-802（1,563 shp (1,166 kW)）

RAH-66 コマンチ

## 仕様（CTS800-4）
一般的特性
- 形式: ターボシャフト
- 全長: 33.9インチ (0.86 m)
- 直径: 22.1インチ (0.56 m)
- 乾燥重量: 375ポンド (170 kg)

構成要素
- 圧縮機: 2段遠心圧縮機
- タービン: 2段コンプレッサータービン・2段パワータービン

性能
- 出力: 1,362 shp (1,016 kW)
- 全圧縮比（英語版）: 14
- 燃料消費率: ~0.459
- 出力重量比: 3.63 : 1

出典: ハネウェル、ロールスロイスホームページより